# 西之島 (隱岐群島)
西之島為位於日本靠日本海側隱岐群島的島嶼，行政區劃屬於島根縣隱岐郡西之島町，島上現居住人口約3,400人。
島嶼的陸地區域可以分為東西兩部分，在20世紀初，東側屬於黑木村，西側屬於浦鄉村，兩區域中間相連的陸地部分最窄處僅有230公尺。
從海上來看，島上則可分為「內海側」與「外海側」，內海側指的是南方與中之島、知夫里島接鄰的一側，此區與另外兩島共同圍繞一內海，並具有良好的港口，因此島上主要聚落都位於此側。而位於北面的外海側幾乎都維海蝕斷崖，因此聚落較少，僅西北有一個聚落。
由於主要魚場位於外海側，而港口都位於內海側，因此1915年在島上當時兩村的分界處中央部分開鑿了一條長度約360公尺的運河，讓內海側的漁船可以直接前往漁場，無須再繞行島嶼一圈。

## 交通
島外交通依靠隱岐汽船所經營的渡輪往返松江市七類港，單程約需2.5小時~3小時。而島內公共交通則由西之島町營巴士經營。2005年4月23日，西之島大橋開通。

## 主要觀光景點
- 國賀海岸（日语：国賀海岸）
- 燒火山（日语：焼火山） / 燒火神社（日语：焼火神社）
- 由良比女神社